# Верхнеобская культура
Верхнеобская культура  — археологическая культура раннего средневековья на территории лесостепного Верхнего Приобья.

## Описание
Первые раскопки памятников верхнеобской культуры были начаты в конце XIX века. Выделил культуру М. П. Грязнов в 1951 году. Т. Н. Троицкая и А. В. Новиков выделили три этапа верхнеобской культуры: одинцовский (V—VI века), тимирязевский (VII — начало VIII века), юрт-акбалыкский (середина VIII—IX век). Такой же точки зрения придерживается Л. М. Плетнёва. Но затем данная хронологическая схема была пересмотрена Т. Н. Троицкой, которая в 1981 году выделила самостоятельную одинцовскую культуру. Известно более 100 памятников верхнеобской культуры: городища, поселения, курганные и грунтовые могильники. Поселения относятся к речному типу заселения. Жилища с очагом открытого типа, часто углублённые в землю на 0,2 — 0,75 м, имели прямоугольный, квадратный или овальный в плане вид. Площадь жилищ составляла от 12 до 70 м2. Большинство построек каркасного типа.
Хозяйство было комплексным, основу которого составляло скотоводство с преобладанием коневодства. О пашенном земледелии могут свидетельствовать находки железных сошников. Значительное место в хозяйстве занимали рыболовство и охота. Из ремёсел выделяется металлургическое производство. Все основные орудия труда: топоры, тёсла, напильники, зубила, клещи, ножи и оружие: копья, боевые топоры, наконечники стрел, панцири к середине 1 тысячелетия были железными. Захоронения совершались в курганах и грунтовых могилах. Могильники располагались на краях террас, на гривах, на берегах рек. Диаметр курганов составлял от 3 до 10 м, высота 0,15 — 1,5 м; глубина могил до 0,6 м, перекрытые иногда нетолстыми брёвнами. Хоронили по обряду трупоположения и трупосожжения на стороне с погребением останков вместе с углями и сопровождавшим инвентарём. Были выявлены поминальные курганы, которые сооружались в тех случаях, когда человек умирал вдали от места проживания, а для обретения его душой покоя и в память о нём насыпали курган на родовом кладбище и в могилу клали вещи умершего.  По инвентарю захоронений отмечена имущественная неоднородность, говорящая о различном социальном статусе умерших: выделяются погребения знатных воинов, рядовых воинов-лучников и кузнецов.
В раннем средневековье на территорию лесостепного Приобья начинается проникновение тюрков. В Новосибирском и Томском Приобье появляются погребения, совершённые по обряду трупосожжения на стороне и с захоронением в кургане останков человека на дневной поверхности. Прослеживается импорт тюркских предметов. Керамическая посуда свидетельствует о проникновении в Томское Приобье из восточной Сибири тунгусо-маньчжурского населения. Прослеживаются тесные связи с рёлкинской культурой, которую исследователи определяют как принадлежащую самодийцам.